# إيرا براد ماتيتسكي
إيرا براد ماتيتسكي (مواليد 1962-)  هو محامٍ أمريكي. كان شريكًا في مكتب مدينة نيويورك لشركة دورف نيلسون وزاودرير المحدودة، وهي شركة متخصصة في التقاضي التجاري في مدينة نيويورك منذ عام (2004 -2023).. وهو رئيس تحرير مجلة مجلة ممارسات العمل داخل الغرف، ومحرر مجلةتقويم وقارئ الحقيبة الخضراء، ومجلة تقويم شارع بيكر. كان مدونًا ضيفًا في المدونة القانونية مؤامرة فولوك.
يمارس القانون منذ عام 1987، حيث بدأ حياته المهنية كمحامي متخصص في التقاضي في شركة سكادين، آربس، سليت، ميجر وفلوم، وبعد ذلك أصبح المستشار العام المشارك في شركة جويا للأغذية.
أثناء عمله في شركة جانفر آند شور، مثل موريس تالانسكي، حيث رفع دعوى قضائية ضد شركة الأقمار الصناعية الإسرائيلية إيماج سات إنترناشيونال نيابة عنهم في عام 2007. تم رفض الدعوى في العام التالي.
في عام 2005، بدأ ماتيتسكي تحرير ويكيبيديا تحت اسم المستخدم نيويوركبراد ، مصححًا خطأً واقعيًا في صفحة ويليام رينكويست على ويكيبيديا. كان عضوًا في لجنة التحكيم في ويكيبيديا الإنجليزية من عام 2008 إلى عام 2014، وأعيد انتخابه في عام 2017. اعتبارًا من مايو 2018 كان هو العضو الأطول خدمة في اللجنة. وظل في هذا المنصب حتى ديسمبر 2018، ثم مرة أخرى من يناير 2020 إلى ديسمبر 2021.
اعتبارًا من عام 2016، أصبح ماتيتسكي رئيسًا لمجموعة وولف، وهي منظمة لمحبي المحقق الخيالي الأكثر شهرة لريكس ستاوت، نيرو وولف. في عام 2015، قام بتحرير The Last Drive and Other Stories، وهي مجموعة من أقدم أعمال ستاوت المنشورة.

## روابط خارجية
- الملف الشخصي